# Троицкая церковь (Владимир)
Це́рковь Свято́й Тро́ицы — недействующий старообрядческий православный храм во Владимире. Был построен в неорусском стиле в 1913—1916 годах, закрыт в ходе гонений на церковь в 1928 году. Памятник архитектуры регионального значения. С 1974 года — выставочный зал Владимиро-Суздальского музея-заповедника. Владимирцы в обиходе часто называют его «Красная церковь».

## История
Троицкая православная церковь старообрядцев белокриницкого согласия построена в 1913—1916 годах после принятия в 1905 году Указа об укреплении начал веротерпимости. Занимает приблизительно то церковное место, которое с XVII века принадлежало деревянной Казанской церкви Ямской слободы, после пожара 1778 года перенесённой вместе со слободой за пределы города. В 1912 году участок, на котором к тому времени появилась частная застройка (на углу улиц Дворянской и Летнеперевозинской), приобрела старообрядческая община белокриницкого (австрийского) согласия, среди которых было немало купцов. Церковь строилась на средства общины по проекту архитектора-художника С. М. Жарова из кирпича местного завода Студзицкого. 30 октября 1916 года Троицкая церковь была освящена. На рубеже XIX—XX веков в районе Золотых ворот помимо старообрядческой церкви было выстроено два храма неправославных конфессий — польский костёл (1891 год, улица Гоголя, 12) и немецкая кирха (1903 год, снесена в советское время, располагалась западнее женской гимназии), оба храма в стиле неоготики.
Службы в храме продолжались до 1928 года. После закрытия церкви в ней разместилось губернское архивное бюро. Впоследствии здание использовалось городской властью для разных целей. В 1960-е годы храм предполагалось снести под предлогом расширения площади, но стараниями общественности и при активном участии писателя Владимира Солоухина церковь сохранили. В 1971—1973 годах храм был реставрирован, а в мае 1974 года под его сводами разместилась выставка Владимиро-Суздальского музея «Хрусталь. Лаковая миниатюра. Вышивка».
В 2023 году храм отметил 110-летие основания. По случаю памятной даты община РПСЦ организовала здесь выставку и выступление хора. Тогда же в ходе встречи с властями и руководством ВСМЗ было достигнуто соглашение о совместном использовании помещения. 24 июня 2024 года в бывшем храме состоялся молебен, который возглавили предстоятель Церкви митрополит Корнилий (Титов) и окормляющий Нижегородско-Владимирскую епархию епископ Викентий (Новожилов).

## Архитектура и интерьеры
Как у многих старообрядческих храмов, построенных в начале XX века, в архитектуре доминируют мотивы древнерусского зодчества. Стены сложены из красного кирпича на высоком основании из белого камня. Откосы окон побелены. В основе церкви — высокий двусветный четверик, покрытый четырёхскатной кровлей. В церкви был резной иконостас из чёрного дуба. Иконы были выполнены по древним образцам. Храм имеет прекрасные акустические свойства, позволяющие и сегодня устраивать в нем выступления хоровых коллективов.

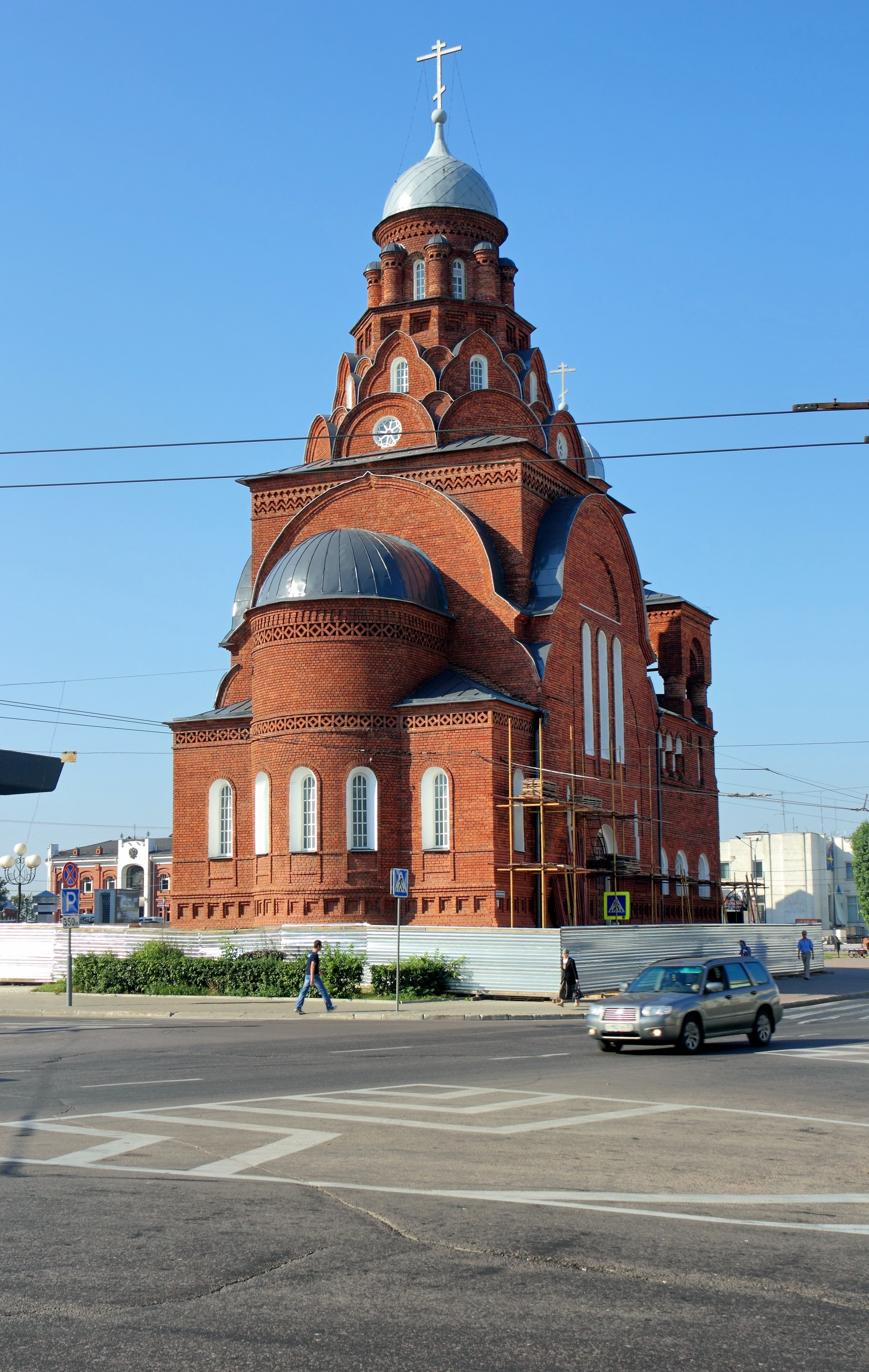
Решение барабана Троицкой церкви: крупные полуцилиндры, арочные окна, восьмигранное основание с ширинками
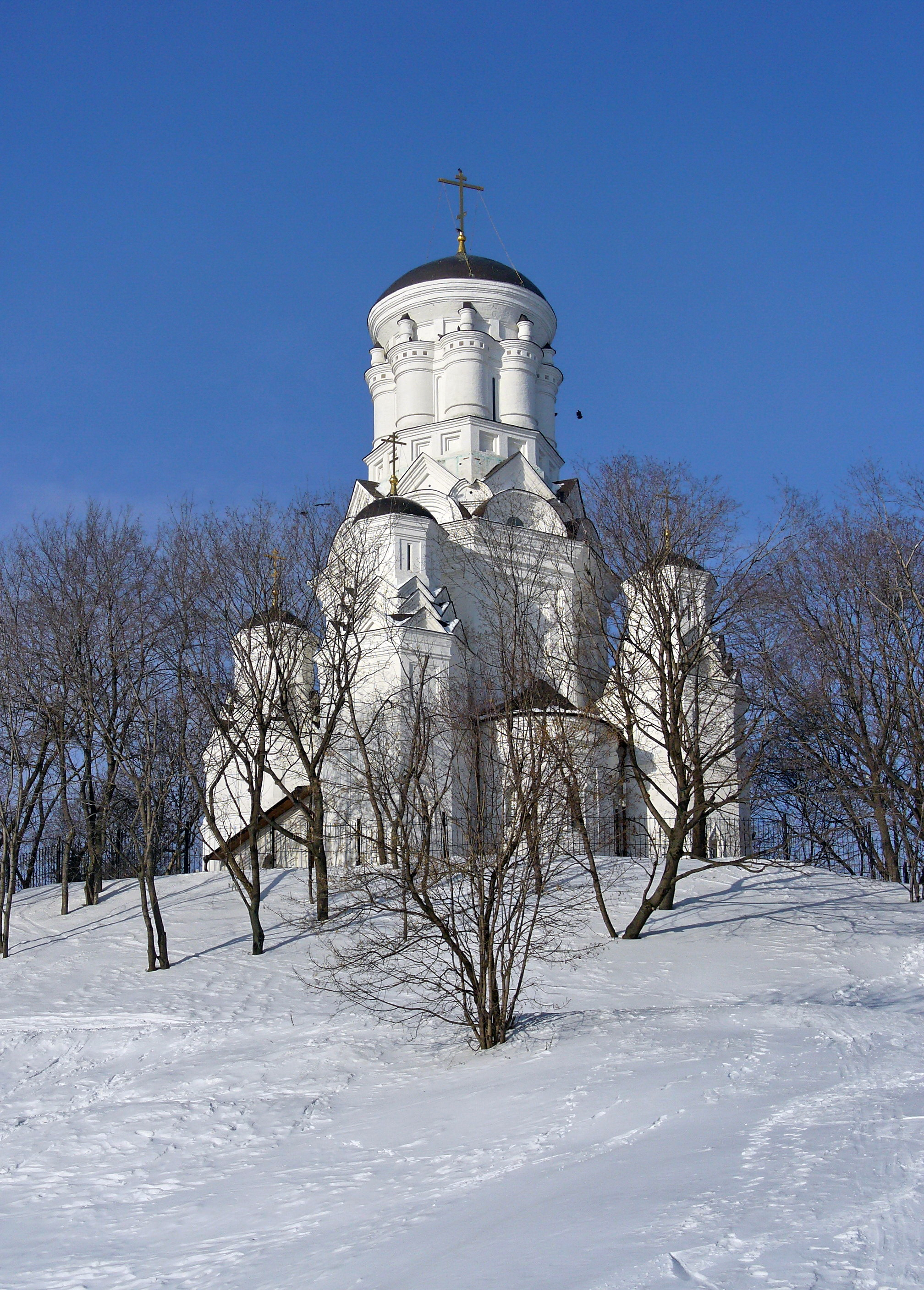
Церковь Усекновения Главы Иоанна Предтечи в Дьякове (1547 г.)